# El dos de mayo
El dos de mayo es una película española muda de 1927 dirigida por José Buchs. 

## Argumento
El argumento gira en torno al Madrid de la Guerra de la Independencia Española, pero el tema principal es el amor entre un discípulo de Francisco de Goya y una modistilla que se rompe por la aparición de una aristócrata francesa enviada por Napoleón.
Se mezclan escenas de ficción con escenas documentales de corridas de toros, como la primera goyesca del siglo XX.

## Comentarios
Producida por la empresa que José Buchs tenía con José Forns, que se encargó de componer la música para la orquesta. También se hicieron partituras para piano y violín para enviar a las proyecciones de pequeñas ciudades y pueblos. 
La película se estrenó en los cines Real Cinema y Príncipe Alfonso de Madrid, estreno al cual acudieron los Reyes de España. Estuvo tres semanas en cartel en Madrid y se proyectó en casi todas las ciudades grandes del país.
Se hicieron nueve copias de la película, cosa inaudita en aquella época en España.

## Restauración del filme
La importancia del film radica en su recuperación. Para reconstruirla se utilizaron varios materiales positivos incompletos y fuentes extrafílmicas. La reconstrucción fue llevada a cabo por Filmoteca Española y la Universidad Complutense de Madrid, que se unieron para formar un grupo de trabajo.
El material con el que se contaba era una copia incompleta de 35 mm., fragmentos con tintado y un contratipo, todo ello repartido entre Madrid y Zaragoza. Fue un gran éxito, por eso quedaba tan poco material. Además, sirvió de gran ayuda la novelización de la película, gracias a la cual se obtuvieron el argumento y fotogramas de la película. También se utilizaron fotografías obtenidas de la prensa.
Se trató de reconstruir el metraje original de 87 minutos, pero solo se llegaron a los 62. De la primera parte apenas se conservaban algunos fotogramas, solo había 10 minutos de los 40 que duraba, por lo que se reelaboraron títulos y rótulos explicativos que se intercalaron con fotogramas y fotografías que se tenían, dejándolos el tiempo suficiente hasta que se cambiara de escena. 
De la segunda parte se conservó casi todo el material entre las distintas fuentes, así que la principal labor fue la colocación y recomposición.
Una vez obtenido el positivo de la restauración, se sometió a un tintado de las imágenes tal y como se solía hacer en aquella época. Para manipular el material se utilizó una positivadora óptica con ventanilla húmeda, que humedecía los positivos en un líquido para evitar que se rompieran. 
En cuanto a la reconstrucción de la música, se hizo una partitura con música de la época, pero no se pudo unir a la imagen, así que existen por un lado la partitura y por otro la restauración de las imágenes.
- Datos: Q5824769